# Madeleine Guitty
Marguerite Madeleine Guichard dite Madeleine Guitty, née le 5 juillet 1870 à Corbeil et morte le 12 avril 1936 dans le 14e arrondissement de Paris, est une actrice française.
Elle commença sa carrière artistique par le théâtre, pour ensuite apparaître dans plus de 80 films de 1909 à 1936.

## Biographie
Fille d'un avoué auprès du tribunal de première instance de Corbeil, au physique insignifiant et plutôt ingrat, elle commence sa carrière sur les planches à 18 ans aux Bouffes-Parisiens dans une revue de Numès. Elle aborde le caf'conc' en s'accompagnant à la guitare, puis se tourne vers le boulevard, le Gymnase, les Nouveautés, le Palais-Royal, le Théâtre Michel, les Variétés… Parmi ses grands succès sur les planches, notons Une nuit de noces d'Henri Kéroul et A. Barré, Chéri, Claudine à l'école de Colette, Ciboulette, l'opérette de Robert de Flers et Francis de Croisset, Grisou de Pierre Brasseur…
Elle débute devant une caméra en 1909, mais c'est Louis Feuillade qui la découvre et lui fait tourner plusieurs courts-métrages, avant qu'elle ne s'impose en 1922 dans La Fille des chiffonniers d'Henri Desfontaines. Parmi ses rôles de prédilection : les servantes, cuisinières, marchandes de poissons, propriétaires de baraques foraines.
Madeleine Guitty n'enregistra qu'un seul et unique disque 78 tours pour la firme Ultraphone en 1933 Elle a un beau pyjama, Emma et la Chanson du spahi du film Le billet de logement.
D'une grande simplicité, très appréciée du public, elle meurt à l'âge de 65 ans d'une septicémie à la suite d'une opération. Madeleine Guitty repose au cimetière parisien de Pantin (57e division).

## Filmographie
- 1909 : Amis de collège ou L'Affaire de la rue de Lourcine - Une production Pathé
- 1910 : L'Enfance d'Oliver Twist ou Oliver Twist de Camille de Morlhon et André Calmettes
- 1910 : Vitellius (400 m) de Henri Pouctal
- 1911 : L'Anniversaire de Mademoiselle Félicité (235 m) de Georges Denola
- 1911 : Le Pot de confitures (175 m) de Georges Denola - Tante Ursule
- 1911 : La Suggestion du baiser ou L'envie d'embrasser de Georges Monca
- 1911 : Votre femme vous trompe (175 m) de Georges Monca
- 1911 : L'Anniversaire de Mademoiselle Félicité de Georges Denola
- 1911 : Un monsieur qui a un tic (165 m) d'Albert Capellani
- 1912 : Œil pour œil (210 m) Une production Pathé
- 1912 : Bébé n'aime pas sa concierge - Une production Pathé
- 1912 : J'en ai assez de ta mère (186 m) - Une production Lux Film
- 1912 : Les Femmes députées (159 m) Réalisation anonyme
- 1913 : Don Quichotte (1 150 m) de Camille de Morlhon - La femme de Sancho
- 1913 : Léonce et Poupette de Léonce Perret - Miss John
- 1913 : Les Millions de la bonne (560 m) de Louis Feuillade - La Chaloupié
- 1913 : La Momie (739 m) de Louis Feuillade - La Pétoulin
- 1913 : Les Somnambules (884 m) de Louis Feuillade - La caissière
- 1914 : L'Illustre Mâchefer (745 m) de Louis Feuillade - La mairesse
- 1914 : Le Jocond (582 m) de Louis Feuillade
- 1914 : Monsieur Charlemagne (1 052 m) de Léon Poirier - Mlle Grandjacot
- 1914 : Le Nid de Léon Poirier
- 1915 : La Pintade et le Pinson (290 m) de Marcel Lévesque
- 1915 : Jeanne Doré (1 600 m) de Louis Mercanton
- 1916 : Dormez...je le veux (710 m) de Marcel Simon - Francine
- 1916 : Vous n'avez rien à déclarer ? [3] de Marcel Simon - Mme Dupont
- 1917 : Esprit es-tu là? (260 m) de Fernand Rivers - Mme Picroche
- 1918 : Fauvette [4] de Gérard Bourgeois
- 1920 : La Révoltée (1 220 m - diffusé en 4 parties) de Gaston Leprieur
- 1922 : La Fille des chiffonniers [5] de Henri Desfontaines - La Mère Moscou
- 1922 : Les Mystères de Paris [6] de Charles Burguet - La Goualeuse
- 1923 : Les Étrennes à travers les âges court métrage de Pierre Colombier
- 1923 : La Souriante Madame Beudet de Germaine Dulac
- 1923 : Geneviève (3 000 m) de Léon Poirier - La bourgeoise
- 1923 : Gossette [7] de Germaine Dulac - Mme Bonnefoy dite : Mère Titine
- 1923 : Chalumeau chez le couturier court métrage de Georges Monca et Joseph Hémard
- 1923 : La Malchanceuse (2 497 m) d'Émile-Bernard Donatien - La mégère
- 1924 : Le loup-garou [8] 3 450 m) de Jacques Roullet et Pierre Bressol - La Boule
- 1924 : L'Ornière (2 000 m) d'Édouard Chimot - Une manucure
- 1925 : Faubourg Montmartre (2 400 m) de Charles Burguet - Mme Pallardin
- 1925 : Madame Sans-Gêne (3 000 m) de Léonce Perret - La Roussette
- 1925 : Paris en 5 jours [9] de Nicolas Rimsky et Pierre Colombier - Le capitaine de l'armée du salut
- 1926 : La Tournée Farigoule de Marcel Manchez - Fleur de printemps
- 1926 : 600 000 francs par mois [10] de Robert Péguy et Nicolas Koline - Ernestine Galupin
- 1926 : Eh bien ! dansez maintenant d'Émilien Champetier - La concierge
- 1926 : Va promener le chien (1 050 m) de Gauthier Debère
- 1927 : Muche de Robert Péguy - La cabaretière
- 1927 : Croquette, une histoire de cirque  de Louis Mercanton - Mme Tromboli
- 1927 : La maison sans amour d'Émilien Champetier - Mme de Coulaines, mère de Laurence
- 1928 : L'Aigle de la sierra de Louis de Carbonnat - Juliana
- 1929 : Les Deux Timides (1 900 m) de René Clair - Annette, la vieille fille
- 1929 : Contrastes court métrage de René Guy-Grand
- 1929 : Noces d'argent court métrage de Maurice Champreux
- 1929 : Rosalie court métrage de Maurice Champreux et Robert Beaudoin
- 1930 : L'Ingénu libertin (1 322 m) d'Émilien Champetier - Mme Portebeaux
- 1930 : La Dernière Berceuse de Gennaro Righelli et Jean Cassagne
- 1930 : Marius à Paris court métrage de Roger Lion
- 1930 : Jour de noces court métrage de 34 min de Maurice Gleize
- 1930 : La Meilleure Bobonne court métrage de Marc Allégret - Zénobie, la bonne
- 1930 : Nos maîtres les domestiques de Grantham-Hayes
- 1930 : Paramount on Parade de Charles de Rochefort
- 1931 : Il est charmant de Louis Mercanton
- 1931 : Magie moderne de Dimitri Buchowetzki
- 1931 : Y'en a pas deux comme Angélique de Roger Lion
- 1931 : La Chance de René Guissart
- 1931 : Un chien qui rapporte de Jean Choux
- 1931 : Cœur de lilas d'Anatole Litvak
- 1931 : Une histoire entre mille de Max de Rieux
- 1931 : Attaque nocturne de Marc Allégret - (court métrage)
- 1931 : Bric-à-brac et compagnie d'André Chotin - (court métrage)
- 1931 : Le Collier de Marc Allégret - (court métrage)
- 1931 : Le Collier de perles de Louis Mercanton - (court métrage)
- 1931 : Le Lit conjugal de Roger Lion - (court métrage)
- 1931 : Par TSF de Louis Mercanton - (court métrage)
- 1931 : Pas sur la bouche de Nicolas Rimsky et Nicolas Evreïnoff
- 1931 : Quand te tues-tu ? de Roger Capellani
- 1931 : La Bande à Bouboule de Léon Mathot
- 1932 : Les As du turf de Serge de Poligny
- 1932 : Avec l'assurance de Roger Capellani
- 1932 : Une étoile disparait de Robert Villers
- 1932 : Le Cordon bleu de Karl Anton
- 1932 : Le Picador de Jaquelux
- 1932 : Rivaux de la piste de Serge de Poligny
- 1932 : Austerlitz 21-22 d'André Bay - (court métrage)
- 1932 : Un beau mariage de Carlo Felice Tavano - (court métrage)
- 1932 : Haut les mains !!! de Maurice Champreux - (court métrage)
- 1933 : La Poule de René Guissart
- 1933 : La Voix sans visage de Leo Mittler
- 1933 : Vive la compagnie de Claude Moulins
- 1933 : La Vierge du rocher de Georges Pallu
- 1933 : Matricule 33 de Karl Anton - sous réserves
- 1933 : L'Ami Fritz de Jacques de Baroncelli
- 1933 : Cette vieille canaille d'Anatole Litvak
- 1933 : Ciboulette de Claude Autant-Lara
- 1933 : Incognito de Kurt Gerron
- 1933 : Judex 34 de Maurice Champreux
- 1933 : Trois Balles dans la peau de Roger Lion
- 1934 : Adémaï aviateur de Jean Tarride
- 1934 : Amok de Fedor Ozep
- 1934 : Zouzou de Marc Allégret
- 1934 : Le Petit Jacques de Gaston Roudès
- 1934 : Nous ne sommes plus des enfants d'Augusto Genina
- 1934 : La Cinquième Empreinte de Karl Anton
- 1934 : La Caserne en folie de Maurice Cammage
- 1934 : Brevet 95-75 de Pierre Lequim
- 1934 : L'Auberge du petit dragon de Jean de Limur
- 1934 : 300 à l'heure de Willy Rozier
- 1934 : Si j'étais le patron de Richard Pottier : Mme Pichu
- 1934 : La Porteuse de pain de René Sti
- 1934 : Le Roi des Champs-Élysées de Max Nosseck : Mme Garnier
- 1934 : Sans famille de Marc Allégret
- 1934 : Sidonie Panache de Henry Wulschleger
- 1934 : Les Deux Mousquetaires de Nini de Max de Rieux - (court métrage)
- 1934 : Une vocation irrésistible de Jean Delannoy - (court métrage)
- 1935 : La Rosière des halles de Jean de Limur
- 1935 : Un soir de bombe de Maurice Cammage
- 1935 : Train de plaisir de Léo Joannon
- 1935 : Barcarolle de Gerhard Lamprecht et Roger Le Bon
- 1935 : Les Époux célibataires d'Arthur Robison et Jean Boyer
- 1935 : Fanfare d'amour de Richard Pottier
- 1935 : Ferdinand le noceur de René Sti
- 1935 : Les Gaietés de la finance de Jack Forrester
- 1935 : La Fille de madame Angot de Jean Bernard-Derosne
- 1935 : Haut comme trois pommes de Ladislas Vajda et Pierre Ramelot
- 1935 : L'Impossible Aveu de Guarino Glavany
- 1935 : Un oiseau rare de Richard Pottier
- 1935 : Pluie d'or de Willy Rozier
- 1935 : Les Conquêtes de César de Léo Joannon
- 1935 : Le Père La Cerise de Robert Péguy - (court métrage)
- 1935 : Un drôle de numéro de Léo Mora - (court métrage)
- 1935 : Gai, gai marions-nous de Pierre Weill - (court métrage)
- 1935 : Papa Sandwich de Pierre Weill - (court métrage)
- 1935 : Son frère de lait de Georges Pallu et Max Lerel - (court métrage)
- 1935 : Le Tampon du colonel de Georges Pallu et Max Lerel
- 1935 : Le Vase étrusque de Georges Pallu et Max Lerel
- 1936 : Le Vagabond bien-aimé de Curtis Bernhardt
- 1936 : Les Deux Gamines de René Hervil et Maurice Champreux
- 1936 : Ma tante Eulalie de Max Lerel - (court métrage)

## Théâtre
- 1890 : L'Enlèvement de Sabine de Léon Gandillot, théâtre de Cluny
- 1891 : Paris port de mer, revue d'Henri Blondeau et Hector Monréal, théâtre des Variétés
- 1901 : L'Auréole de Henry de Gorsse et Jules Chancel, théâtre de l'Athénée
- 1902 : Leurs Amants de Maurice de Féraudy, théâtre de l'Athénée
- 1903 : Le Jumeau d'Auguste Monnier, théâtre des Folies-Dramatiques
- 1904 : Nuit de noces d'Henri Kéroul et Albert Barré, théâtre des Folies-Dramatiques
- 1905 : Volcan d'amour de Michel Carré, théâtre des Folies-Dramatiques
- 1906 : La Troupe de Chambertin de Paul Delaroy, théâtre des Folies-Dramatiques
- 1907 : Le Contrôleur des wagons-lits d'Alexandre Bisson, théâtre du Palais-Royal
- 1907 : Panachot gendarme d'André Mouëzy-Éon et Paul Gavault, théâtre du Palais-Royal
- 1907 : Le Satyre de Georges Berr et Marcel Guillemaud, théâtre du Palais-Royal
- 1910 : L'Éprouvette de Henri Kéroul et Albert Barré, théâtre du Palais-Royal
- 1912 : La Femme seule d'Eugène Brieux, théâtre du Gymnase
- 1916 : Madame Bou-dou-ba-da-bou, au concert Mayol[11].
- 1921 : Chéri de Colette, mise en scène Robert Clermont, théâtre Michel à Paris
- 1922 : La Belle Angevine de Maurice Donnay et André Rivoire, théâtre des Variétés
- 1923 : Ciboulette de Robert de Flers et Francis de Croisset, musique Reynaldo Hahn, théâtre des Variétés
- 1923 : La Vagabonde de Colette et Léopold Marchand, théâtre de la Renaissance
- 1926 : Un Ménage à la page, la mère Bouchetru, tournée Gustave Damien, Troyes
- 1929 : Le Coucher de la mariée, de Félix Gandéra, au théâtre de la Gaité-Rochechouart, avec la Tournée Gustave Damien
- 1933 : Marc-Aurèle de Jean Le Marois, théâtre de l'Avenue